# Blood & Stone
Blood & Stone es el decimotercero álbum de estudio de la banda de metal alternativo estadounidense Sevendust. Fue lanzado el 23 de octubre de 2020 a través de Rise Records. Se exhibieron dos canciones del álbum antes de su lanzamiento completo; el primer sencillo, un tributo al fallecido cantante Chris Cornell de Soundgarden, "The Day I Tried to Live", junto con otra canción promocional y sencillo, "Blood from a Stone".

## Antecedentes
La banda comenzó a escribir y grabar el álbum poco después de la gira "All I See Is War" en 2019. La banda había elegido trabajar con el productor musical Michael "Elvis" Baskette en el álbum, que marca su segunda colaboración con la banda.

## Temas y composición
La canción principal "Blood from a Stone" trata sobre la resistencia y el umbral de la banda, las victorias y las derrotas, y los años buenos y malos de la banda. También se describió como melancólico y oscuro con ritmos en aumento, melodías ligeramente desafinadas y una batería muy fuerte de Morgan Rose.

## Lista de canciones
Todas las canciones escritas y compuestas por Sevendust, excepto "The Day I Tried to Live", escrito por Chris Cornell.. 
| N.º | Título                                             | Duración |  |
| 1.  | «Dying to Live»                                    | 3:09     |  |
| 2.  | «Love»                                             | 3:58     |  |
| 3.  | «Blood from a Stone»                               | 3:22     |  |
| 4.  | «Feel Like Going On»                               | 4:21     |  |
| 5.  | «What You've Become»                               | 3:44     |  |
| 6.  | «Kill Me»                                          | 3:38     |  |
| 7.  | «Nothing Left to See Here Anymore»                 | 3:30     |  |
| 8.  | «Desperation»                                      | 3:33     |  |
| 9.  | «Criminal»                                         | 4:16     |  |
| 10. | «Against the World»                                | 4:01     |  |
| 11. | «Alone»                                            | 3:38     |  |
| 12. | «Wish You Well»                                    | 3:17     |  |
| 13. | «The Day I Tried to Live» (versión de Soundgarden) | 4:56     |  |

## Personal
- Lajon Witherspoon – voz
- Clint Lowery – guitarra líder, coros, pre-voz en "Love" y “Blood from a Stone”
- John Connolly – guitarra rítmica, coros
- Vinnie Hornsby – bajo, coros
- Morgan Rose – batería, coros